# کریستیان کلین
کریستیان کلین (انگلیسی: Christian Klien؛ زادهٔ ۷ فوریهٔ ۱۹۸۳) رانندهٔ مسابقات اتومبیل‌رانی اهل اتریش است. او در فصل‌های ۲۰۰۴ تا ۲۰۰۶ و ۲۰۱۰ در مسابقات فرمول یک شرکت کرده‌است. کلین علاوه بر فرمول یک، در مسابقات ۲۴ ساعته لمانز نیز حضور داشته‌است.